# Manchete Esportiva
Manchete Esportiva foi uma revista de esporte dos anos 1955 até 1959, e posteriormente, entre 6 de junho de 1983 e 15 de novembro de 1997, um telejornal esportivo exibido pela extinta Rede Manchete e atualmente é um programa esportivo transmitido na Rádio Manchete do Rio de Janeiro.

## A revista
A revista Manchete Esportiva foi publicada semanalmente a partir de novembro 1955 até maio de 1959 no Rio de Janeiro pela Bloch Editores. A revista ilustrada estava preocupado principalmente com o futebol da cidade e geralmente tinha cerca 60 páginas em formato de aproximadamente 26cm x 35cm. Os autores da revista incluindo Nelson Rodrigues, que contribuiu a cada edição um artigo sobre um tema da história do futebol, e Mário Filho.

## O telejornal
Exibido de 1983 a 1997, foi o principal concorrente do Globo Esporte, já que contava também com edições locais. O jornal era exibido em duas edições, ao 12:00 e por volta das 20:00, antes do Jornal da Manchete, esta saindo do ar em meados dos anos 90. Entre seus apresentadores mais notórios, estavam Paulo Stein, Alberto Léo, Márcio Guedes, Oscar Ulisses, Osmar Santos e jovens talentos como Mylena Ciribelli e Christiane Drux.